# Il delitto Dupré
Il delitto Dupré (Les bonnes causes) è un film del 1963 diretto da Christian-Jaque.

## Trama
Paul Dupré è un ricco industriale con problemi cardiaci, quando muore improvvisamente la moglie Caterina - d'accordo con il celebre avvocato Charles Cassidi, suo amante - accusa la giovane infermiera Gina che viene assistita invece da un avvocato alla prime armi Phillet.
Il giudice istruttore che conduce l'inchiesta, Albert Gaudet, trova subito delle incongruenze nelle deposizioni di Gina ma scopre anche subito il legame tra la moglie della vittima e il suo avvocato il quale ha scritto anche numerosi articoli che descrivono il delitto perfetto. Purtroppo pur seguendo le indicazioni della legge si rende conto che nonostante un testimone a carico non è in grado di provare la colpevolezza di Catherine e per evitare di dover condannare Gina decide di lasciare il caso.
Gina viene comunque condannata a 8 anni di prigione e Catherine parte subito con il nuovo amante per la Costa Azzurra. Resosi conto di essere stato manipolato dalla donna Cassidi offre il suo aiuto al giovane Philet per il ricorso in cassazione dato che Gina è davvero innocente.